# 普吉院

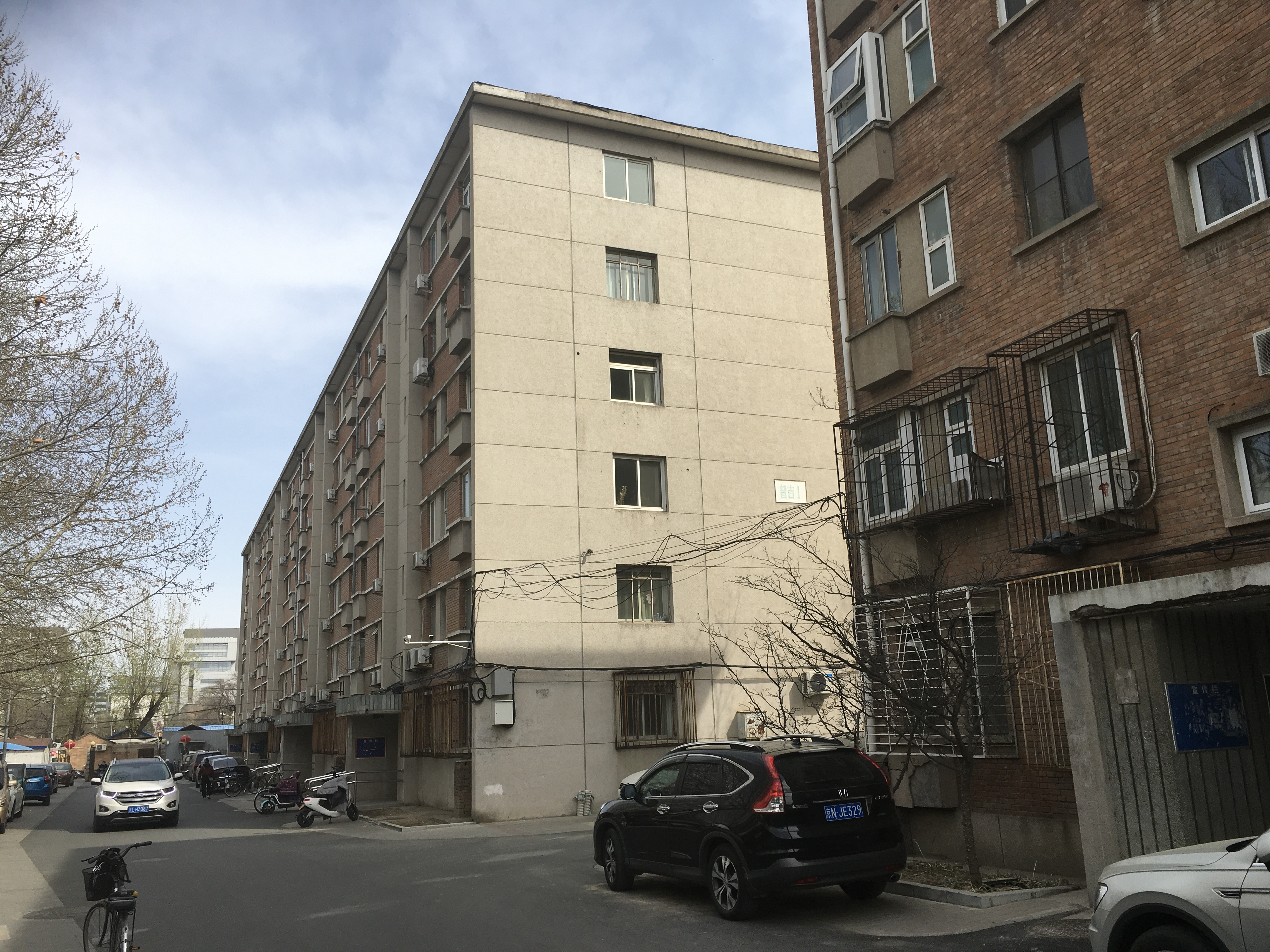
普吉院1號樓

普吉院是清華大學的教職員工宿舍，位於新林院的南面，建於1937年，原名新新南院，後由朱自清提議改為普吉院，總面積為1749平方公尺
抗戰期間，在昆明的清華校委會正式把定名為普吉院，以紀念清華部分研究所曾經設在「大普吉村」。